# Jarrod Smith
Pour les articles homonymes, voir Smith.
Jarrod Smith (né le 20 juillet 1984 à Havelock North) est un footballeur néo-zélandais qui joue actuellement pour Seattle Sounders FC dans la  Major League Soccer.